# جريثة
الجُرِيثة أو الجُريثو هو نوع من لحم الخنزير المقدد مصدره شبه الجزيرة الإيبيرية.
الجُريثة في أورُبَّة لحم مخمر ومملح ومُدخن يمكن تقطيعه وتناوله دون طهيه، أو إضافته لإضفاء طعمة إلى الأطباق الأُخَر. ,قد لا تُخمر وتتطلب الطهي قبل الأكل. تُؤكل الجُريثة الإيبيرية في شطيرة أو مشويًة أو مقلية أو تُطهى على نار خفيفة في سائل مثل السيدر أو غيرها من المشروبات الكحولية القوية. وقد تستخدم بديلًا للحم البقر أو لحم الخنزير المفروم.

## الصور

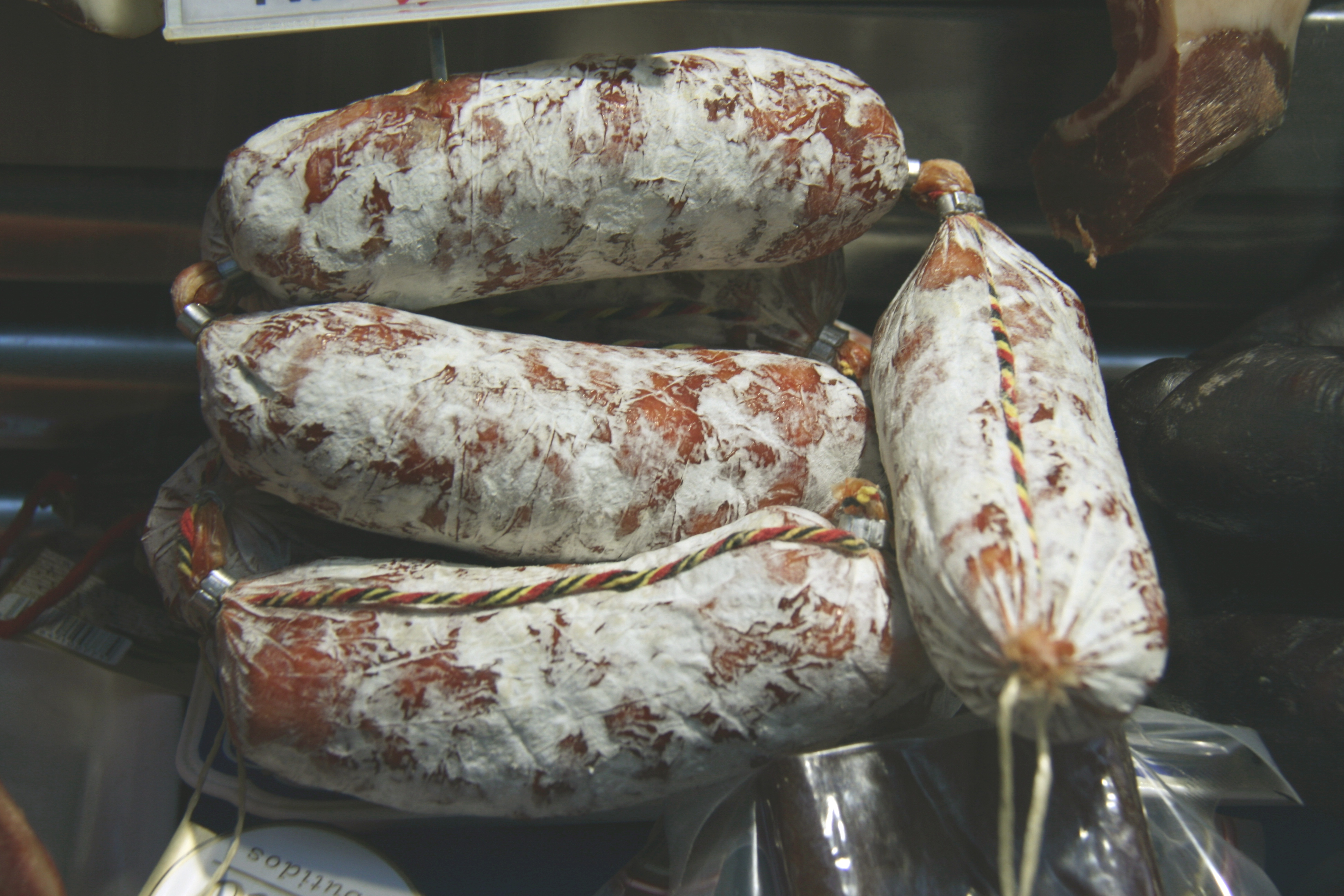
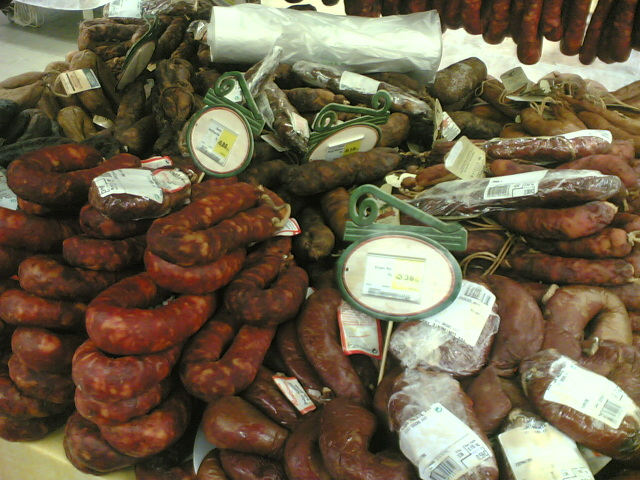
مجموعة متنوعة من الجُريثات البرتغالية
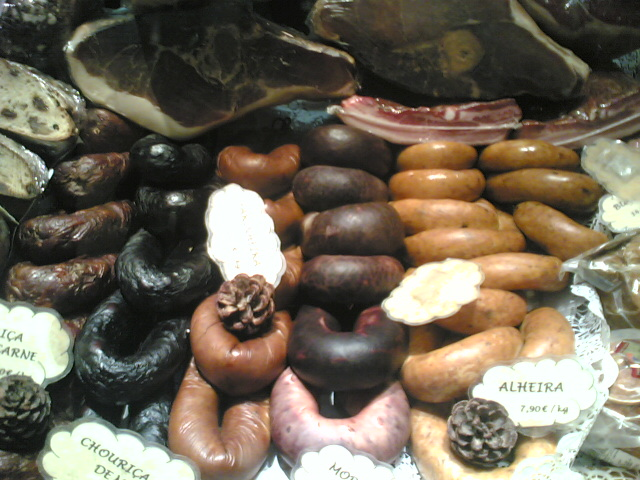
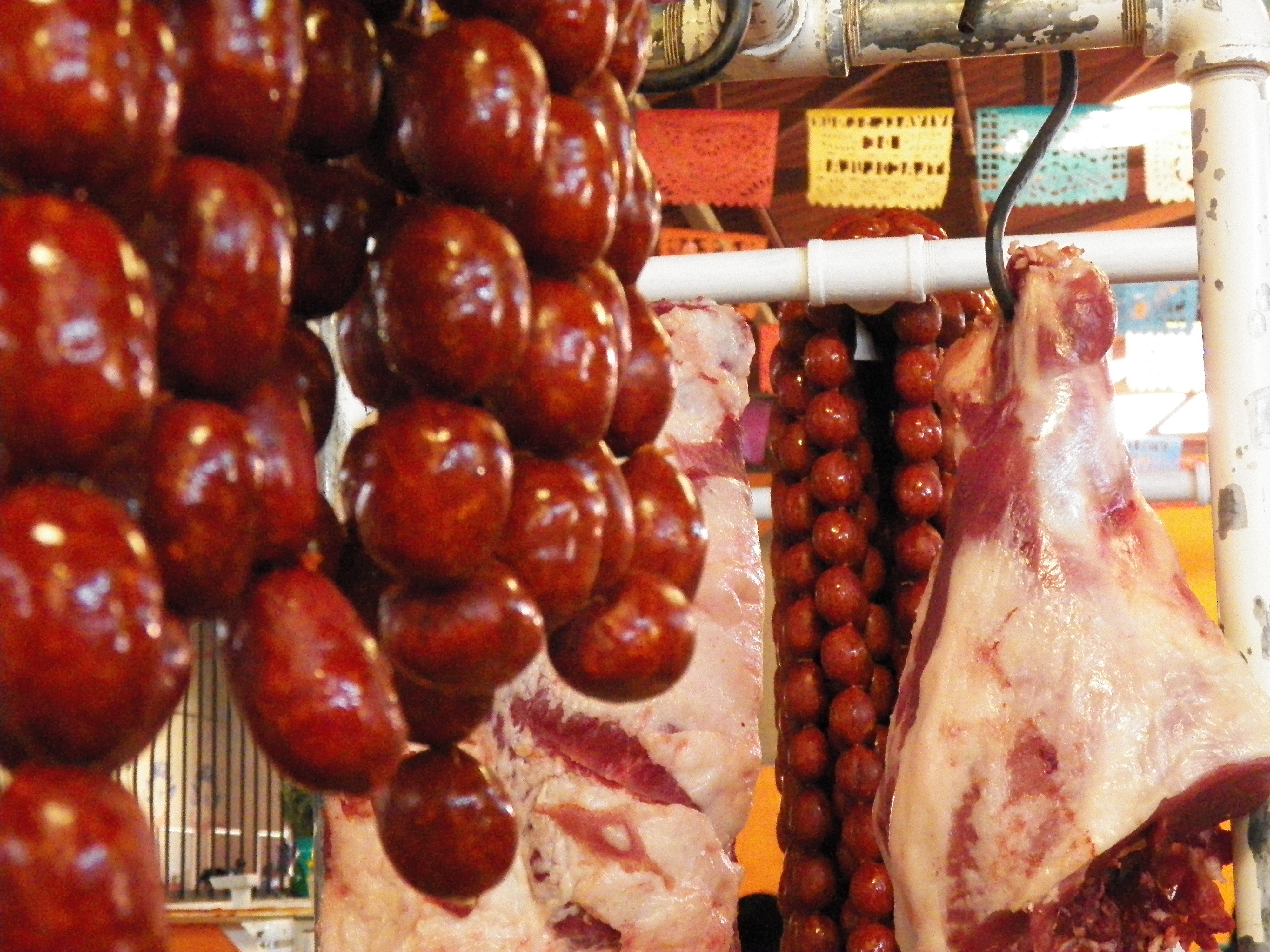
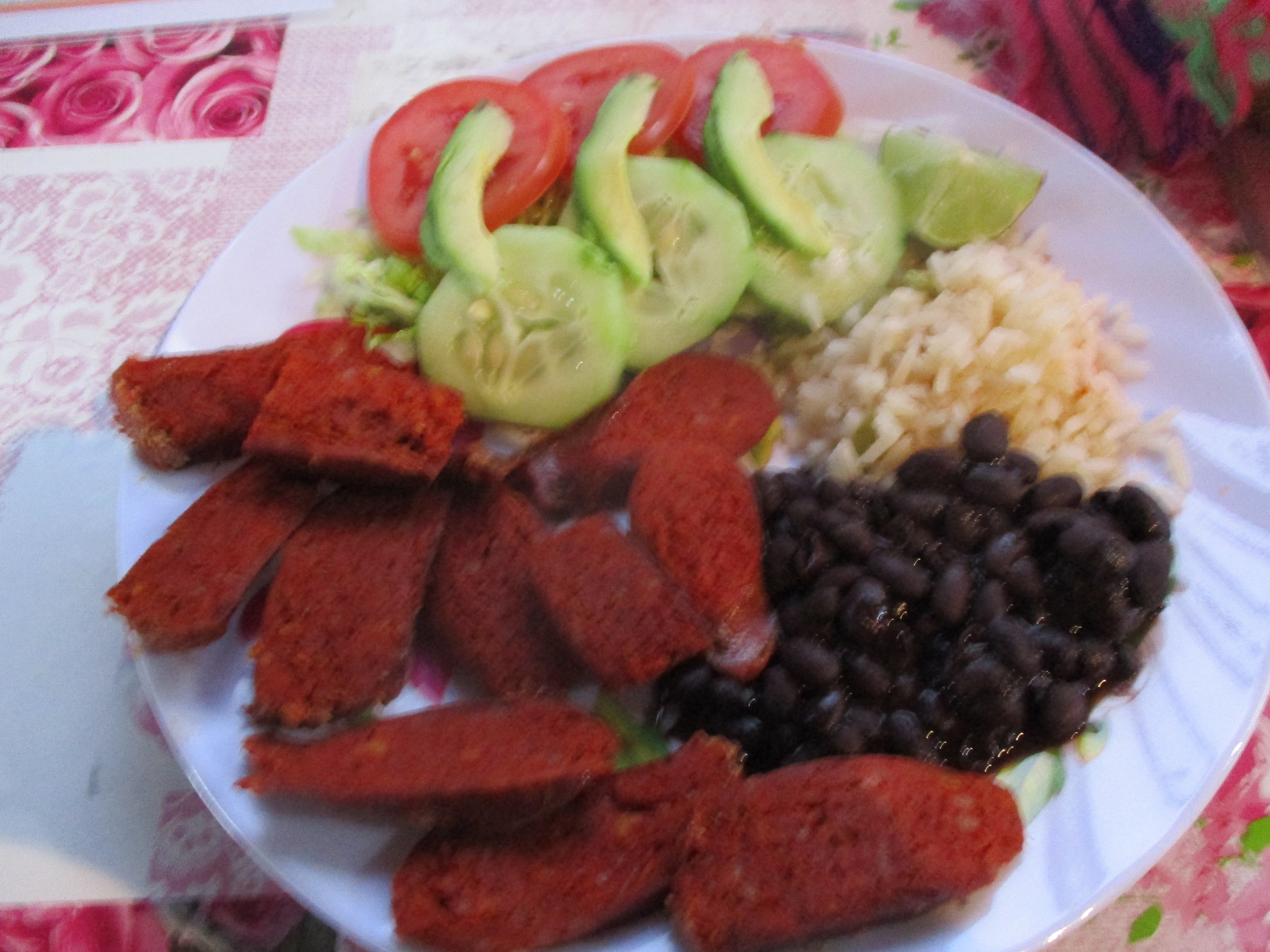
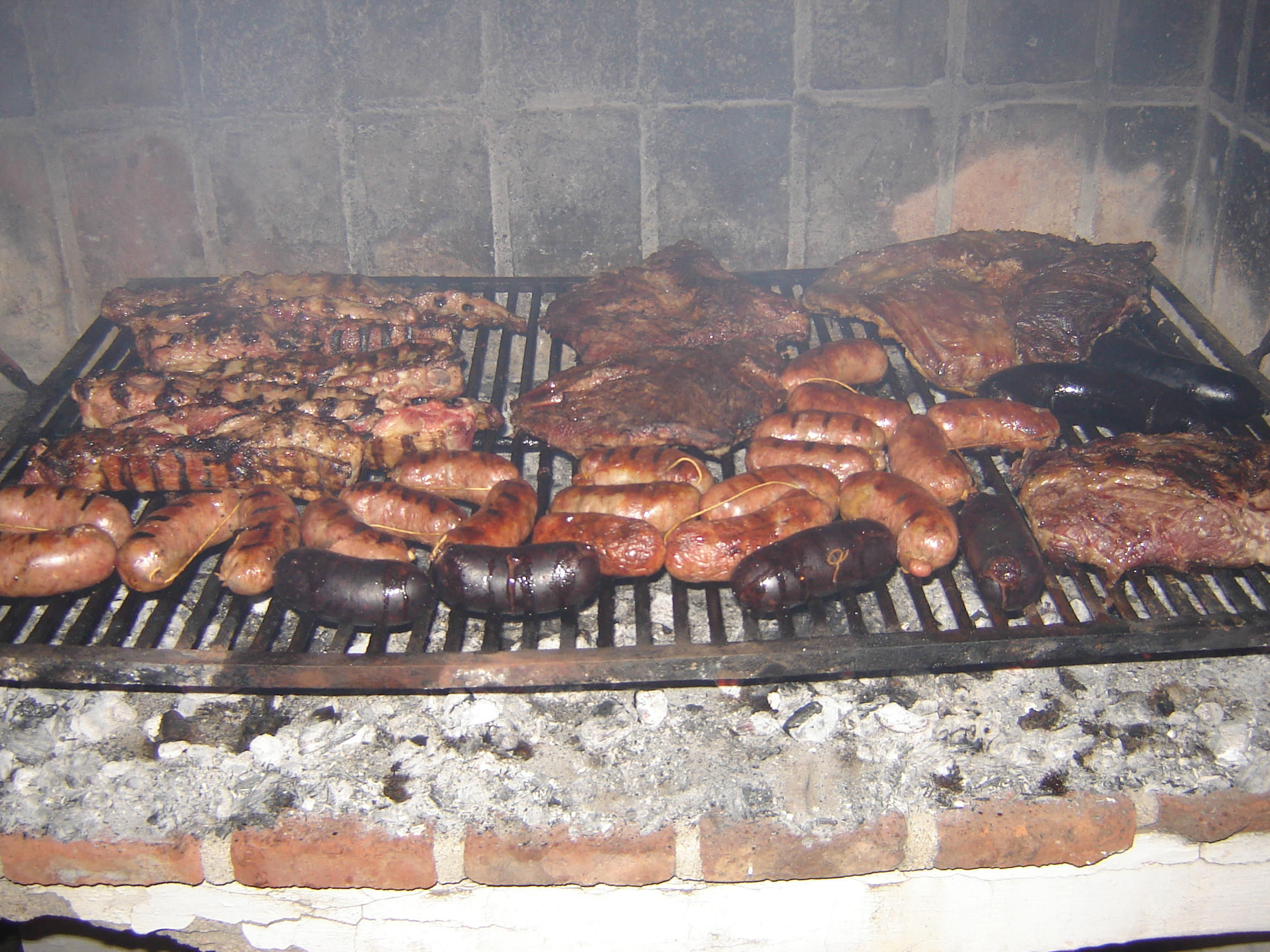